# Gressy (Vaud)
Gressy es una localidad y antigua comuna suiza del cantón de Vaud, situada en el distrito de Jura-Nord vaudois. 

## Historia
La comuna hizo parte hasta el 31 de diciembre de 2007 del distrito de Yverdon, círculo de Belmont-sur-Yverdon. A partir del 1 de julio de 2011 la comuna fue fusionada con la ciudad de Yverdon-les-Bains.

## Geografía
La localidad se encuentra situada en la región del Gros-de-Vaud en la meseta suiza y en cercanías a la región de los Tres Lagos. La antigua comuna limitaba al norte con la comuna de Yverdon-les-Bains, al este con Pomy y Valeyres-sous-Ursins, al sur con Essertines-sur-Yverdon, y al oeste con Belmont-sur-Yverdon.